# پاتریک روثون
پاتریک روثون (انگلیسی: Patrick Ruthven, 1st Earl of Forth; ۱ ژانویهٔ ۱۵۸۶ – ۲ فوریهٔ ۱۶۵۱) نظامی و دیپلمات اهل سوئد بود.